# Faro (kommun i Brasilien)
Faro är en kommun i Brasilien.   Den ligger i delstaten Pará, i den norra delen av landet, 2 000 km nordväst om huvudstaden Brasília. Antalet invånare är 8 181.
I omgivningarna runt Faro växer i huvudsak städsegrön lövskog. Trakten runt Faro är nära nog obefolkad, med mindre än två invånare per kvadratkilometer.